# Jönköpings spårvägar

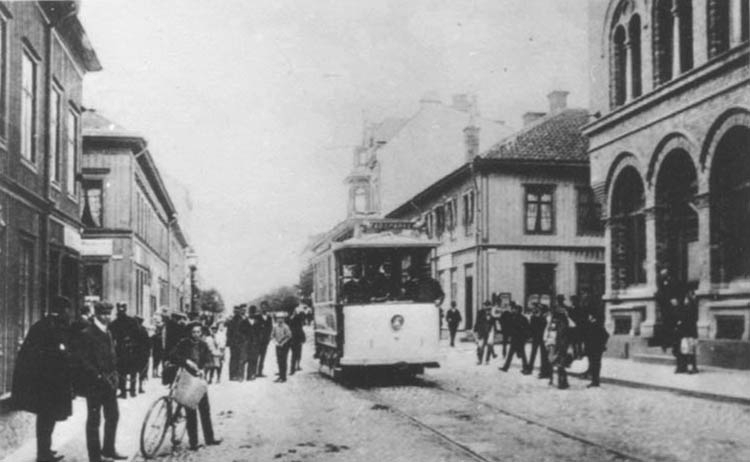
Spårvagn med öppna plattformar på Barnarpsgatan vid hörnet mot Brunnsgatan, före 1912

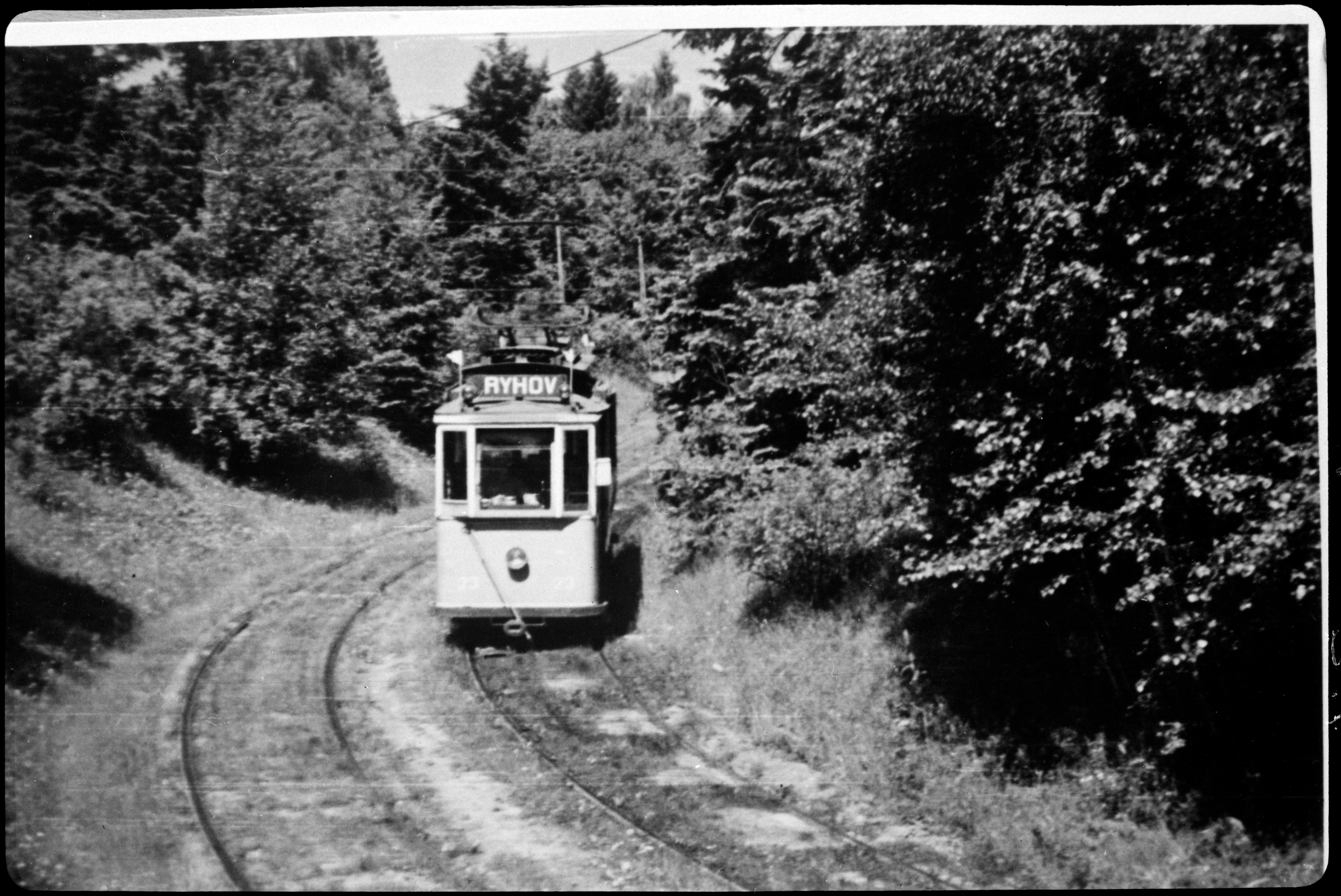
Spårvagn på Gröna linjen på väg mot Ryhov nedför backen med dubbelspår i Jönköpings stadspark

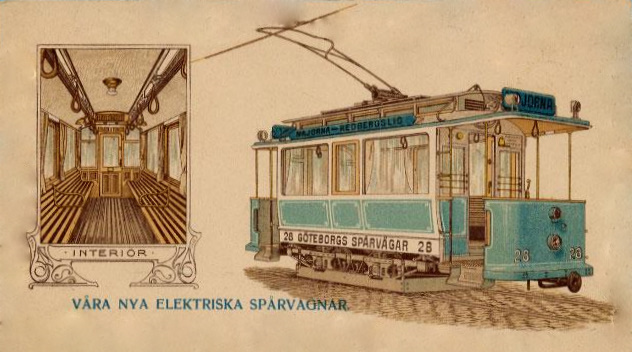
ASEA-spårvagn av samma typ, som – med inbyggda plattformar – utgjort huvuddelen av vagnparken för Jönköpings spårvagnar

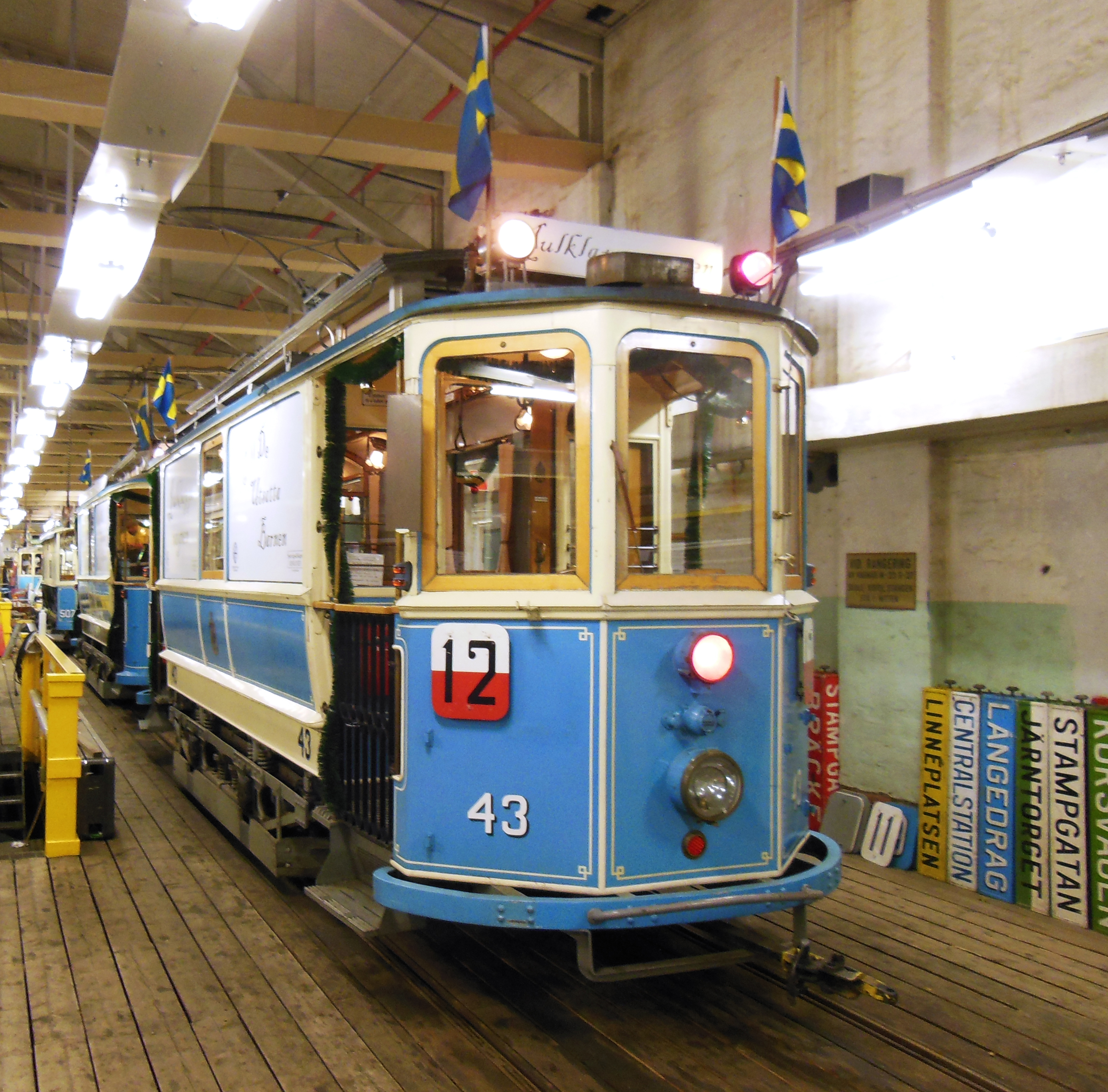
Göteborgs Spårvägs spårvagn 43 har ursprungligen gått i Göteborg, sålts till Jönköpings spårvägar, där den gått som nr 19, och senare återsålts till Göteborg. Vid restaureringen har den återställts till skick före försäljningen till Jönköping, innebärande att dörrar till plattformarna ersatts av grindar.

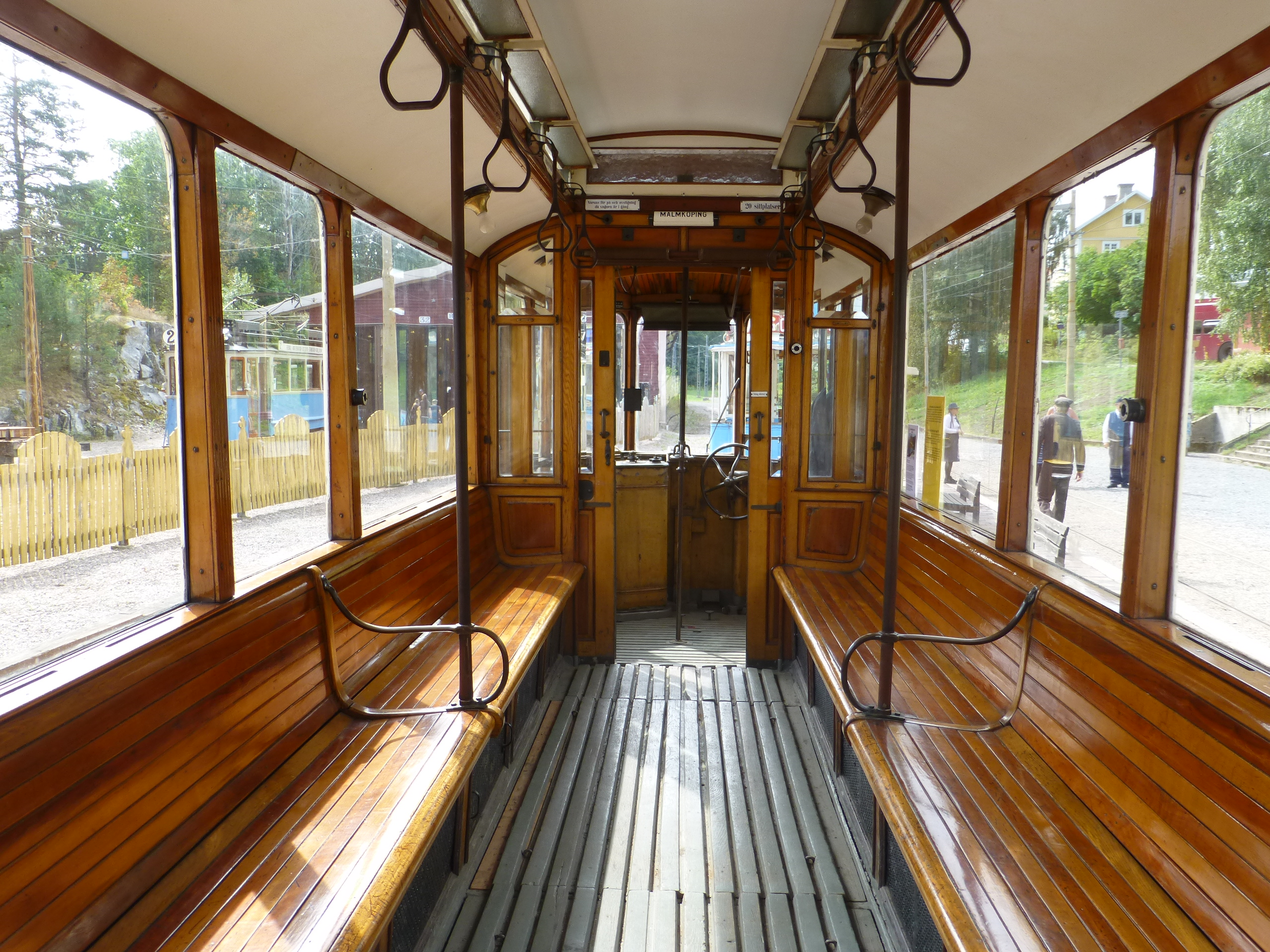
Spårvagnsinteriör av motsvarande slag för de spårvagnar som trafikerade Jönköpings spårvägar

Jönköpings spårvägar var ett normalspårigt svenskt stadspårvagnsnät, som invigdes den 12 juli 1907 på sträckan Vindbron–Stadsparken med spårvagnar från ASEA. De första köptes nya 1907, tre köptes nytillverkade 1915, sex köptes från Göteborgs spårvägar 1925 och tio från Stockholms spårvägar 1930. 
Spårvägen trafikerades från september 1907 på två linjer, den gröna och den röda. År 1946 tillkom den gula linjen som en förstärkningslinje till den röda, med kortare linjesträckning. Den gröna linjen lade ned 1951, den gula linjen 1954 och den röda den 7 juni 1958.
De enda återstående vagnarna är dels en motorvagn, som nu är museispårvagn i Göteborg, dels två av fyra släpvagnar från 1908, vilka återfinns på Museispårvägen Malmköping.

## Linjer
| Linje      | Sträcka, med hållplatser |
| Grön linje | Ryhov - A6 - Östra Kyrkogården - Odengatan - Soldathemmet - Vintergatan - Vedtorget - Allmänna Brand - Kristinakyrkan - Hovrättstorget – Apoteket Lejonet - Smålandsbanken - Vindbron - Rådhusparken - Apoteket Kronan - Lundströms byst - Gamla Tändsticksfabriken - Jönköpings bryggeri - Talavid – Dalslundsgatan - Stadsparken - Skänkeberg - Dunkehalla - Trollhättegatan - Tyska gatan - Höga Berghem - Bymarken |
| Röd linje  | Österängen - Rosenlund - Saturnusplan (Tegelbruksgatan) - Sahlströmska fabriken - Lönnholmsgatan - Östra folkskolan - (gemensam sträckning med Gröna linjen mellan Undergången och hörnet Klostergatan/Västra Storgatan) - Sofiakyrkan - Västra folkskolan - Kungsgatan - Sjögatan - Bellmansgatan - Torpagatan - Tabergsgatan - Jordbron                                                                              |
| Gul linje  | Rosenlund – Torpagatan (delsträcka av Röd linje) |
| Vit linje  | Variant av Grön linje 1926–34 |

Linjesträckningen genom Jönköpings centrum på Västra Storgatan och Östra Storgatan, mellan Klostergatan på Väster och Undergången på Öster, var från 1939 gemensam för alla linjer.

## Vagnhallar
Vagnhallar uppfördes vid Gjuterigatan 2–4 i västra hälften av kvarteret mellan Barnarps-, Gjuteri- och Kyrkogatorna 1906–1907. De ritades av stadsarkitekten August Atterström, liksom de tidigare i samma kvarter uppförda polis- och brandstationerna i samma stil och med samma röda tegel. Detta kvarter hade i tidigare stadsplan varit utlagt som torget Oxtorget, men hade omvandlats till en park. Med vagnhallarna uppfördes också kontor för spårvägen och för Jönköpings elverk. Först byggdes vagnhallen med två sektioner med två spår i vardera sektionen, och senare byggdes också en tredje sektion. Byggnaden var försedd med en centralvärmeanläggning från Munktells mekaniska verkstad.

## Chefer
- 1907–1927 Carl Axel Reuterswärd
- 1927–1949 Rudolf Linse
- 1950–1958 Karl Brusberg

## Senare diskussion om anläggande av spårväg
Relativt konkreta spårvägsplaner har diskuterats, men det finns (2023) inga politiska beslut i frågan. En spårvägslinje på 14,4 kilometer har skisserats mellan Råslätt i söder över Skeppsbron/Södra  Munksjön, Västra Centrum och Östra Centrum till Esplanaden i Huskvarna.